# پهلوان‌کوی
پهلوان‌کوی (به ترکی استانبولی: Pehlivanköy) یک منطقهٔ مسکونی در ترکیه است که در استان قرقلرایلی واقع شده‌است. پهلوان‌کوی ۲۵ متر بالاتر از سطح دریا واقع شده‌است.